# 揚卡山
15°40′46″S 72°22′24″W / 15.67944°S 72.37333°W
揚卡山（Yanqha），是秘魯的山峰，位於該國南部阿雷基帕大區的卡斯蒂利亞省，處於亞納瓦拉山和亞納烏爾庫山以南、霍爾帕山以北，屬於安第斯山脈的一部分，海拔高度約5,200米。